# إني راحلة (فلم)

## قصة الفيلم
عايدة شابة جميلة تعيش مع جدتها وأبيها وأخيها ولها ابن خاله أحمد التي تقع في حبه ويذهب ليطلب يدها من والدها ولكنه يرفض. تتزوج عايدة رجل اخر تكتشف أنه يخونها. في ذلك الوقت يتزوج أحمد وتموت زوجته عند الولادة ثم تذهب عايدة وهي لا تعلم أين تذهب وتبكي وتلتقي بأحمد بالصدفة وتذهب معه ويمرض أحمد ويتألم حتى يموت وهي لا تستطيع انقاذه ولا تريد العودة إلى زوجها الخائن ولا العودة لأبيها القاسي القلب فتكتب قصتها ثم ترمي الكراسة في البحر وتنتحر باشعال النيران في بيت أحمد وتموت معه.

## أبطال الفيلم
مديحة يسري في دور عايدة، عماد حمدي في دور أحمد، سراج منير في دور الأب، رشدي أباظة في دور زوج عايدة.

## معلومات عن الفيلم
هذا الفيلم مترجم إلى اللغة الفرنسية

## روابط خارجية
- مقالات تستعمل روابط فنية بلا صلة مع ويكي بيانات